# 黃寶桃
黃寶桃（？—？）為台灣日治時期的一名女性日文作家。活躍於1930年代，其作品以批判寫實主義著稱。
其小說〈官有地〉是曾入選由楊逵主編的《台灣新文學》第一期懸賞募集的作品，但後來卻沒有被刊登出來。她隨後在《台灣新文學》第一卷第七號中發表了〈詩手〉一詩，副標題為「寫於歷史小說〈官有地〉被拒絕發表的那一天」，從此在台灣文壇上消聲匿跡。

## 作品一覽
- 〈秋天的女人聲音〉
- 〈人生〉
- 〈明信片〉
- 〈感情〉
- 〈憶起〉
- 〈離別〉
- 〈官有地〉
- 〈故鄉〉
- 〈詩手〉